# Mas d'en Bosch

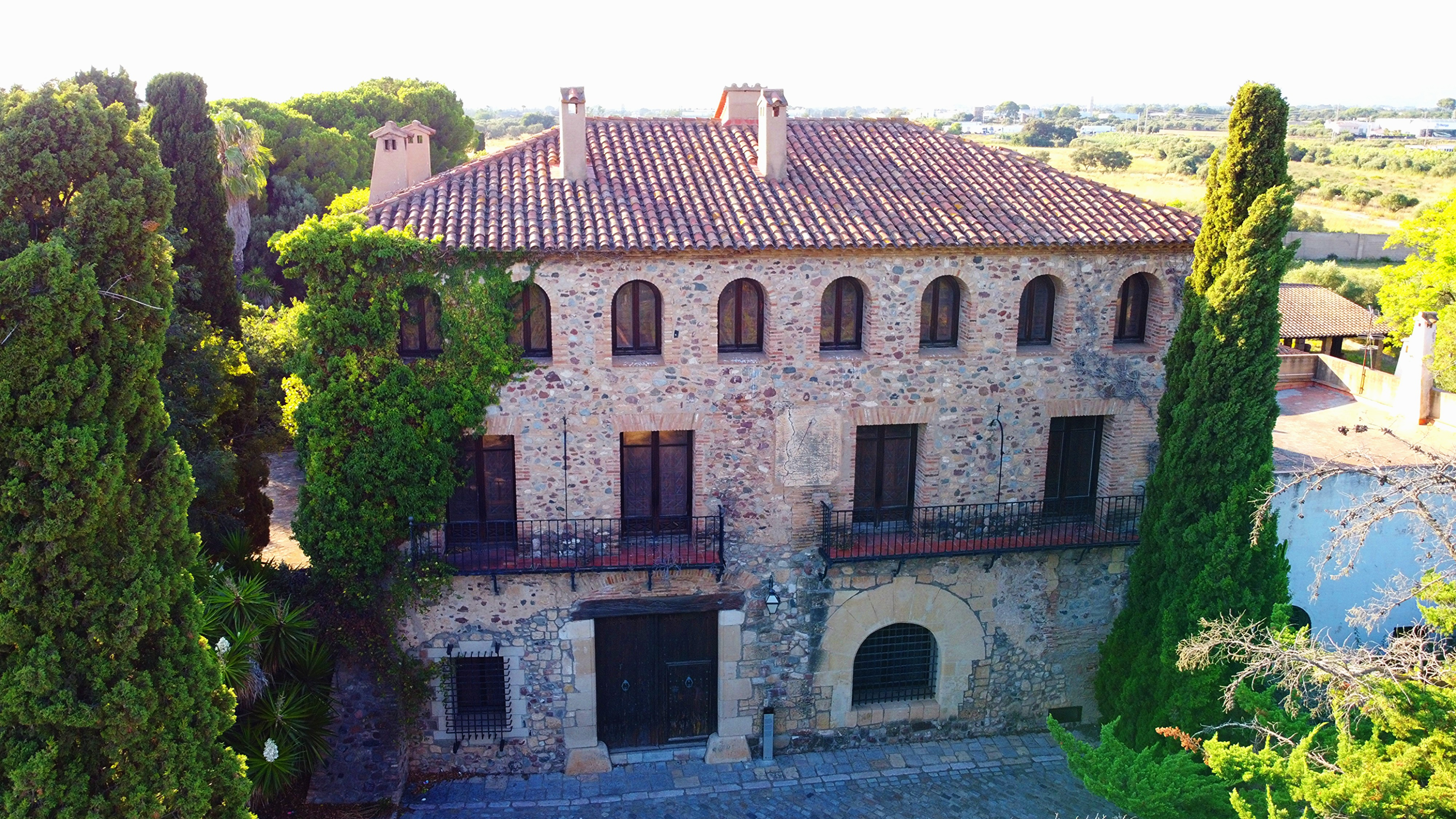
Mas d'en Bosch

El Mas d'en Bosch o Mas d'Oliver és una masia del municipi de Cambrils (Baix Camp). Tant el mas com la seva església, l'ermita de Santa Maria del Mas d'en Bosch o la Mare de Déu de Vilafortuny, estan protegits com a béns culturals d'interès local. És d'estil renaixentista popular de cap al mil sis-cents.

## Descripció
És una gran masia de planta rectangular, amb jardí i pati tancats, molt restaurada recentment, però amb adequació a l'estil original. Conté reixats antics i balcons d'Alcaniç. Les Portes, batents, portons, bastiments de les finestres, etcètera, tot de l'època, s'han portat de diferents llocs. Davant de la façana, molt típica de la comarca, i a l'altra banda del camí que porta el nom del mas, hi ha una petita església.
La petita església és d'una sola nau amb arcs de pedra, amb coberta de fusta a dues vessants. L'absis és semicircular amb contraforts, i la façana de pedra, amb porta adovellada en arc de mig punt.

## Història
És una casa pairal d'importància històrica a la comarca, relacionada directament amb el nucli de Vilafortuny, antigament anomenada Mas d'Oliver. Així, en 1496, el fogatjament parla que en "un mas, hi viu Joan Oliver". Pels voltants s'hi han trobat restes romanes.
En el segle xv, a causa de la destrucció del castell i de l'església de Barenys i de Vilafortuny, l'arquebisbe ordenà que de les desferres es bastís l'església del Mas d'Oliver (Mas d'en Bosch), terres endintre. A la clau de l'arc de la porta del fossar, al costat de l'església, hi ha la data 1799 sota una calavera i dues tíbies. En aquest fossar hi ha enterrat l'escriptor Joaquim Roca i Cornet.